# Municipio de Champion (Ohio)
El municipio de Champion (en inglés: Champion Township) es un municipio ubicado en el condado de Trumbull en el estado estadounidense de Ohio. En el año 2010 tenía una población de 9612 habitantes y una densidad poblacional de 143 personas por km².

## Geografía
El municipio de Champion se encuentra ubicado en las coordenadas 41°18′37″N 80°51′30″O / 41.31028, -80.85833. Según la Oficina del Censo de los Estados Unidos, el municipio tiene una superficie total de 67.22 km², de la cual 67,22 km² corresponden a tierra firme y (0 %) 0 km² es agua.

## Demografía
Según el censo de 2010, había 9612 personas residiendo en el municipio de Champion. La densidad de población era de 143 hab./km². De los 9612 habitantes, el municipio de Champion estaba compuesto por el 97,79 % blancos, el 0,93 % eran afroamericanos, el 0,1 % eran amerindios, el 0,26 % eran asiáticos, el 0,14 % eran de otras razas y el 0,78 % eran de una mezcla de razas. Del total de la población el 0,79 % eran hispanos o latinos de cualquier raza.